# 聖闘士星矢 ギャラクシーカードバトル
『聖闘士星矢 ギャラクシーカードバトル』（セイントセイヤ ギャラクシーカードバトル）は、2012年4月12日にディー・エヌ・エーが運営するMobage（モバゲー）よりサービスを配信したフィーチャーフォン向けソーシャルゲーム（カードRPG）。開発パートナーにCygamesが参加していた。
車田正美原作の漫画・アニメ作品『聖闘士星矢』として携帯電話ゲームを開発し配信する。基本的には原作に忠実なストーリーに沿って展開されて、メインキャラクターたちが描かれたカードをオリジナルデッキに組み込み、他のプレイヤーたちと戦う。
2012年6月26日の時点では登録会員数が100万人を突破、2014年で150万人を突破した。
2015年10月30日をもってサービス終了した。